# NGC 4934
NGC 4934 é uma galáxia espiral (S0-a) localizada na direcção da constelação de Coma Berenices. Possui uma declinação de +28° 01' 48" e uma ascensão recta de 13 horas, 03 minutos e 16,3 segundos.
A galáxia NGC 4934 foi descoberta em 20 de Abril de 1865 por Heinrich Louis d'Arrest.